# Liste der Auszeichnungen des Spielfilms Der mit dem Wolf tanzt
Diese Liste gibt einen Überblick über die Prämierungen und Nominierungen, die der US-amerikanische Spielfilm Der mit dem Wolf tanzt (1990) erhalten hat. Zu den wichtigsten Auszeichnungen gehören sieben Oscars, darunter der als Bester Film.

## Preise aus den Vereinigten Staaten
| Jahr | Preis                                             | Kategorie                                     | Preisträger                                | Resultat  |
| ---- | ------------------------------------------------- | --------------------------------------------- | ------------------------------------------ | --------- |
| 1991 | Artios Award                                      | Bestes Casting (Drama)                        | Elisabeth Leustig                          | Gewonnen  |
| 1990 | American Indian Movie Award                       | Bester Film                                   | Kevin Costner                              | Gewonnen  |
| 1991 | American Society of Cinematographers Awards       | Beste Kamera                                  | Dean Semler                                | Gewonnen  |
| 1991 | BMI Film & TV Award                               |                                               | John Barry                                 | Gewonnen  |
| 1991 | Bronze Wrangler                                   | Kinofilm                                      | Kevin Costner, Jim Wilson, Rodney A. Grant | Gewonnen  |
| 1991 | Chicago Film Critics Association Awards           | Beste Kamera                                  | Dean Semler                                | Gewonnen  |
| 1991 | Chicago Film Critics Association Awards           | Beste Regie                                   | Kevin Costner                              | Nominiert |
| 1991 | Chicago Film Critics Association Awards           | Bester Film                                   |                                            | Nominiert |
| 1991 | Chicago Film Critics Association Awards           | Bestes Drehbuch                               | Michael Blake                              | Nominiert |
| 1991 | Dallas-Fort Worth Film Critics Association Awards | Beste Kamera                                  | Dean Semler                                | Gewonnen  |
| 1991 | Dallas-Fort Worth Film Critics Association Awards | Beste Nebendarstellerin                       | Mary McDonnell                             | Nominiert |
| 1991 | Dallas-Fort Worth Film Critics Association Awards | Beste Regie                                   | Kevin Costner                              | Gewonnen  |
| 1991 | Dallas-Fort Worth Film Critics Association Awards | Bester Film                                   |                                            | Gewonnen  |
| 1991 | Dallas-Fort Worth Film Critics Association Awards | Bester Nebendarsteller                        | Graham Greene                              | Nominiert |
| 1991 | Dallas-Fort Worth Film Critics Association Awards | Bester Schauspieler                           | Kevin Costner                              | Gewonnen  |
| 1991 | Dallas-Fort Worth Film Critics Association Awards | Bestes Drehbuch                               | Michael Blake                              | Gewonnen  |
| 1991 | Directors Guild of America Award                  | Beste Regie                                   | Kevin Costner                              | Gewonnen  |
| 1991 | Eddie Award                                       | Bester Schnitt                                | Neil Travis                                | Gewonnen  |
| 1991 | Environmental Media Award                         | Feature-Film                                  |                                            | Gewonnen  |
| 1991 | Golden Globe Award                                | Beste Musik                                   | John Barry                                 | Nominiert |
| 1991 | Golden Globe Award                                | Beste Nebendarstellerin                       | Mary McDonnell                             | Nominiert |
| 1991 | Golden Globe Award                                | Beste Regie                                   | Kevin Costner                              | Gewonnen  |
| 1991 | Golden Globe Award                                | Bester Film (Drama)                           |                                            | Gewonnen  |
| 1991 | Golden Globe Award                                | Bester Hauptdarsteller (Drama)                | Kevin Costner                              | Nominiert |
| 1991 | Golden Globe Award                                | Bestes Drehbuch                               | Michael Blake                              | Gewonnen  |
| 1992 | Grammy Award                                      | Beste Instrumentalkomposition                 | John Barry                                 | Gewonnen  |
| 1991 | Independent Spirit Award                          | Special Distinction Award                     | Kevin Costner, Jim Wilson                  | Gewonnen  |
| 1990 | Los Angeles Film Critics Association Awards       | Bester Film                                   |                                            | Nominiert |
| 1990 | Los Angeles Film Critics Association Awards       | Beste Regie                                   | Kevin Costner                              | Nominiert |
| 1990 | Los Angeles Film Critics Association Awards       | Bester Nachwuchs                              | Kevin Costner                              | Nominiert |
| 1990 | National Board of Review Award                    | Bester Film                                   |                                            | Gewonnen  |
| 1990 | National Board of Review Award                    | Beste Regie                                   | Kevin Costner                              | Gewonnen  |
| 1990 | National Board of Review Award                    | Top-Ten-Filme                                 |                                            | Gewonnen  |
| 1991 | Oscar                                             | Beste Kamera                                  | Dean Semler                                | Gewonnen  |
| 1991 | Oscar                                             | Beste Musik                                   | John Barry                                 | Gewonnen  |
| 1991 | Oscar                                             | Beste Nebendarstellerin                       | Mary McDonnell                             | Nominiert |
| 1991 | Oscar                                             | Beste Regie                                   | Kevin Costner                              | Gewonnen  |
| 1991 | Oscar                                             | Bester Schnitt                                | Neil Travis                                | Gewonnen  |
| 1991 | Oscar                                             | Bester Film                                   | Jim Wilson, Kevin Costner                  | Gewonnen  |
| 1991 | Oscar                                             | Bester Hauptdarsteller                        | Kevin Costner                              | Nominiert |
| 1991 | Oscar                                             | Bester Nebendarsteller                        | Graham Greene                              | Nominiert |
| 1991 | Oscar                                             | Bester Ton                                    |                                            | Gewonnen  |
| 1991 | Oscar                                             | Bestes adaptiertes Drehbuch                   | Michael Blake                              | Gewonnen  |
| 1991 | Oscar                                             | Bestes Kostümdesign                           | Elsa Zamparelli                            | Nominiert |
| 1991 | Oscar                                             | Bestes Szenenbild                             | Jeffrey Beecroft, Lisa Dean                | Nominiert |
| 1991 | Political Film Society Award                      | Frieden                                       |                                            | Gewonnen  |
| 1991 | Producers Guild of America Award                  | Bester Kinofilm-Produzent                     | Jim Wilson, Kevin Costner                  | Gewonnen  |
| 1991 | Spur Award                                        | Bester Film                                   | Michael Blake                              | Gewonnen  |
| 1991 | Writers Guild of America Award                    | Bestes adaptiertes Drehbuch                   | Michael Blake                              | Gewonnen  |
| 1991 | Young Artist Award                                | Unterhaltsamster Familien-Jugend-Film (Drama) |                                            | Gewonnen  |

## Preise aus anderen Ländern
| Jahr | Land                   | Preis                     | Kategorie                                    | Preisträger               | Resultat  |
| ---- | ---------------------- | ------------------------- | -------------------------------------------- | ------------------------- | --------- |
| 1992 | Danemark               | Robert                    | Bester ausländischer Film                    | Kevin Costner             | Gewonnen  |
| 1992 | Deutschland            | Gilde-Filmpreis           | Bester ausländischer Film                    | Kevin Costner             | Gewonnen  |
| 1991 | Deutschland            | Goldene Leinwand          | Goldene Leinwand                             |                           | Gewonnen  |
| 1992 | Deutschland            | Goldene Leinwand          | Goldene Leinwand mit Stern                   |                           | Gewonnen  |
| 1991 | Deutschland            | Jupiter                   | Bester Film International                    |                           | Gewonnen  |
| 1991 | Deutschland            | Jupiter                   | Bester Regisseur                             | Kevin Costner             | Gewonnen  |
| 1991 | Deutschland            | Jupiter                   | Bester Darsteller                            | Kevin Costner             | Gewonnen  |
| 1991 | Deutschland            | Jupiter                   | Bestes Filmplakat                            |                           | Gewonnen  |
| 1991 | Deutschland            | Goldener Bär              |                                              | Kevin Costner             | Nominiert |
| 1991 | Deutschland            | Silberner Bär             | Beste Einzelleistung                         | Kevin Costner             | Gewonnen  |
| 1991 | Frankreich             | César                     | Bester ausländischer Film                    | Kevin Costner             | Nominiert |
| 1992 | Vereinigtes Konigreich | BAFTA Film Award          | Beste Kamera                                 | Dean Semler               | Nominiert |
| 1992 | Vereinigtes Konigreich | BAFTA Film Award          | Beste Originalmusik                          | John Barry                | Nominiert |
| 1992 | Vereinigtes Konigreich | BAFTA Film Award          | Beste Regie                                  | Kevin Costner             | Nominiert |
| 1992 | Vereinigtes Konigreich | BAFTA Film Award          | Bester Film                                  | Kevin Costner, Jim Wilson | Nominiert |
| 1992 | Vereinigtes Konigreich | BAFTA Film Award          | Bester Schauspieler                          | Kevin Costner             | Nominiert |
| 1992 | Vereinigtes Konigreich | BAFTA Film Award          | Bester Schnitt                               | Neil Travis               | Nominiert |
| 1992 | Vereinigtes Konigreich | BAFTA Film Award          | Bester Ton                                   |                           | Nominiert |
| 1992 | Vereinigtes Konigreich | BAFTA Film Award          | Bestes adaptiertes Drehbuch                  | Michael Blake             | Nominiert |
| 1992 | Vereinigtes Konigreich | BAFTA Film Award          | Bestes Make-up                               | Francisco X. Pérez        | Nominiert |
| 1991 | Vereinigtes Konigreich | Best Cinematography Award | Beste Kamera                                 | Dean Semler               | Nominiert |
| 1991 | Italien                | David di Donatello        | Bester ausländischer Film                    | Kevin Costner             | Nominiert |
| 1991 | Italien                | David di Donatello        | Bester ausländischer Schauspieler            | Kevin Costner             | Nominiert |
| 1992 | Italien                | Nastro d’Argento          | Bestes Kostümdesign                          | Elsa Zamparelli           | Nominiert |
| 1992 | Japan                  | Japanese Academy Award    | Bester ausländischer Film                    |                           | Gewonnen  |
| 1992 | Japan                  | Kinema-Jumpō-Preis        | Preis für den besten ausländischen Film      | Kevin Costner             | Gewonnen  |
| 1992 | Japan                  | Kinema-Jumpō-Preis        | Leserpreis für den besten ausländischen Film | Kevin Costner             | Gewonnen  |
| 1992 | Japan                  | Mainichi Eiga Concours    | Bester fremdsprachiger Film                  | Kevin Costner             | Gewonnen  |
| 1991 | Japan                  | Nikkan Sports Film Award  | Bester ausländischer Film                    |                           | Gewonnen  |